# Oleno (Aulide)
Oleno (in greco antico: Ώλενος?, Olĕnus) fu un'antica città della Beozia.
Igino Dice che da Oleno deriverebbe il nome una città dell'Aulide, piccola collina sull'Euripe e porto sull'Egeo..